# Corvo-do-havaí
O corvo-do-havaí ou alala (Corvus hawaiiensis) é uma espécie de ave da família Corvidae. O tamanho do corvo tem cerca de 48-50 centímetros (19-20) de comprimento, mas com asas mais arredondadas. Tem plumagem marrom-preto ao longo das penas, dos pés e pernas. Alguns havaianos nativos consideram o corvo como um deus.

## Distribuição e habitat
O corvo havaiano está extinto na natureza. Antes disso, a espécie foi encontrada somente nas partes oeste e sudeste do ilha de Hawai. Ele habitava secas florestas nas encostas do Mauna Loa e Hualalai em elevações de 300 - 2.500 metros. Fósseis indicam que antes era relativamente abundante em todas as ilhas principais, juntamente com quatro outras espécies extintas de corvo. A espécie é conhecida pela forte habilidade de voar e desenvoltura, e as razões da sua extinção não são totalmente compreendidas. Pensa-se que as doenças introduzidas, como Toxoplasma gondii e a malária aviária, provavelmente foram um fator significativo no declínio da espécie.

## Estado de conservação
Os dois últimos indivíduos selvagens desta espécie desapareceram em 2002 e a espécie é agora classificada como extinta na natureza pela Lista Vermelha da IUCN. Cerca de 78 indivíduos permanecem (em julho de 2010) em instalações de reprodução em cativeiro operadas pelo San Diego Zoo. As tentativas de reintroduzir as aves criadas em cativeiro na natureza têm sido dificultados pela predação pelo falcão havaiano (Buteo solitarius), que está listado como Quase Ameaçada .
Em 16 de abril de 2009, O US Fish e Wildlife Service anunciou um plano de cinco anos para gastar mais de US $ 14 milhões para evitar a extinção do corvo havaiano através de protecção dos habitats e gestão de ameaças à espécie.